# Rhamphomyia platycnemis
Rhamphomyia platycnemis är en tvåvingeart som beskrevs av Frey 1922. Rhamphomyia platycnemis ingår i släktet Rhamphomyia och familjen dansflugor. Inga underarter finns listade i Catalogue of Life.